# ویلارد اشمیت
ویلارد اشمیت (انگلیسی: Willard Schmidt; ۱۴ فوریهٔ ۱۹۱۰ – ۱۳ آوریل ۱۹۶۵) بازیکن بسکتبال اهل ایالات متحده آمریکا بود.
وی در مسابقات کشوری و بین‌المللی در مجموع برندهٔ ۱ مدال طلا شده‌است.